# Деревенский безбожник
«Деревенский безбожник» — советский ежемесячный иллюстрированный журнал атеистического толка, издававшийся в 1928—1932 годах при поддержке Центрального Совета и Московского областного Совета Союза воинствующих безбожников.

## История издания
Журнал был создан Московским комитетом Всесоюзной коммунистической партии и издавался в Москве в период с апреля 1928 по ноябрь 1932 года. С 1 июля 1930 года «Деревенский безбожник» официально стал органом Центрального Совета и Московского областного совета Союза воинствующих безбожников. Сначала журнал выходил один раз, затем два раза в месяц с общим тиражом от 5 до 50 тысяч экземпляров.
На страницах журнала освещались вопросы антирелигиозного движения в период коллективизации. В журнале публиковали свои работы Пётр Красиков, Емельян Ярославский, Демьян Бедный, Дмитрий Моор и другие известные авторы. Среди материалов, опубликованных в журнале, большое место занимали сообщения от сельских корреспондентов.